# Un paysage du temps
Un paysage du temps (titre original : Timescape) est un roman de science-fiction de Gregory Benford paru aux États-Unis en 1980 et en France en 1982 en deux tomes. Ce roman a reçu le prix British Science Fiction du meilleur roman 1980 et le prix John-Wood-Campbell Memorial 1981.
Le titre original, Timescape, donna son nom a une maison d'édition dirigée par David G. Hartwell (en) qui publia deux autres romans de Gregory Benford, Contre l'infini et À travers la mer des soleils. Mais elle n'eut qu'une brève existence.

## Résumé
En 1963, un physicien, Gordon Bernstein, voit son expérience sur la résonance nucléaire perturbée par des parasites qui pourraient être des messages venus du futur.
En 1998, l'humanité est au bord du gouffre à cause d'une pollution chimique qui provoque une mutation du milieu marin mettant en péril l'écologie de la planète. Pour remédier au désastre, des chercheurs tentent d'envoyer des messages vers le passé grâce à des tachyons, particules supraluminiques (plus rapides que la vitesse de la lumière dans le vide — selon la relativité, il est équivalent d'être supraluminique et de remonter le temps).
Ces deux récits convergent peu à peu vers ce qui pourrait être un paradoxe temporel.

## Précédents
L'histoire que raconte Un paysage du temps a été développée à partir d'une nouvelle de Gregory Benford, intitulée Cambridge, 1:58 A.M, qui fut publiée aux États-Unis en 1975 et demeure inédite en France.

## Éditions
- Timescape, Simon & Schuster, juillet 1980, 412 p. (ISBN 0-671-25327-1)
- Un paysage du temps I, Denoël, coll. « Présence du futur », no 332, 1982, trad. Michel Demuth, 256 p.,  (ISBN 2-207-30332-2) (réédition en 1987)
- Un paysage du temps II, Denoël, coll. « Présence du futur », no 333, 1982, trad. Michel Demuth, 288 p.,  (ISBN 2-207-30333-0) (réédition en 1987)
- Un paysage du temps, Gallimard, coll. « Folio SF », no 44, février 2001, trad. Michel Demuth, 640 p.  (ISBN 2-07-041772-7)

## Prix littéraires
Le roman a été récompensé, dès l'année suivant sa publication, par plusieurs prix : le prix Nebula du meilleur roman, le prix John-Wood-Campbell Memorial, le prix British Science Fiction du meilleur roman et le prix australien Ditmar.